# Имбраин Силва, Эмилио
Эми́лио Имбраин Силва (порт.-браз. Emílio Ibraim Silva; 20 октября 1925, Мариана, Минас-Жерайс — 9 апреля 2021, Рио-де-Жанейро), в некоторых источниках Эми́лио Ибраин да Силва (порт.-браз. Emílio Ibraim da Silva) — бразильский футболист, атакующий полузащитник. 

## Карьера
Эмилио Ибраин начал карьеру в молодёжном составе клуба «Гуарани» из города Мариана в 1939 году. Позже он стал играть за основной состав команды, с которой в 1944 году выиграл титул чемпиона города. В 1945 году футболист перешёл в «Атлетико Минейро», где дебютировал 7 сентября в матче с «Насьоналом» из Муриаэ. Проведя ещё две встречи за клуб, Эмилио покинул команду. Оттуда футболист перешёл в «Сете-де-Сетембру», а затем в «Атлетико Паранаэнсе». В 1948 году Ибраин стал игроком «Флуминенсе». 11 апреля он дебютировал в составе клуба в матче с «Ботафого» (3:0). В том же сезоне футболист помог команде выиграть муниципальный турнир в Рио-де-Жанейро. 13 ноября 1949 года он сыграл последнюю встречу за клуб со сборной штата Эспириту-Санту (10:2). Всего за «Флуминенсе» Эмилио провёл 26 матчей и забил 8 голов. В 1950 году Ибраин выступал за клуб «Сан-Кристован».
Завершив игровую карьеру, Эмилио стал работать в строительстве. В 1952 году он окончил Национальную школу инженерии при Бразильском университете по специальности «инженер-строитель». Ибраин долгие годы трудился в качестве инженера, в частности участвовал в реконструкции стадиона Маракана, и дослужился до министра по вопросам строительства штата Гуанабара во время губернаторства Шагаса Фрейтаса. Главной его работой на этом поприще стало строительство крупной автомобильной магистрали между улицей Площадь Бразилия и мостом Рио-Нитерой. Также Эмилио возглавлял Бразильскую муниципальную железнодорожную компанию. Также долгие годы Ибраин помогал своему первому клубу — «Гуарани», за что его именем был назван их стадион.

## Достижения
- Победитель муниципального турнира в Рио-де-Жанейро: 1948

## Личная жизнь
У Эмилио Ибраима было два сына. Пауло Эмилио и Марселу Ибраин, который работал актёром и умер в возрасте 24 лет.